# 李榄
李榄（学名：Chionanthus henryanus}}）为木犀科流蘇樹屬下的一个种。产于中国云南。生山谷密林或沟谷灌丛中，海拔800-1 600米。缅甸和印度尼西亚也有分布。模式标本采自缅甸。